# Університет «Пантеон»
Університет «Пантеон» політичних та соціальних наук (грец. Πάντειον Πανεπιστήμιο Κοινωνικών και Πολιτικών Επιστημών), часто Університет «Пантеон» — університет політичної освіти в Афінах, заснований 1927 року.
Університет первісно заснований як Афінська школа «Пантеон» політичних наук 1927 року. він входить до трійки найдавніших університетів політичної освіти в Європі. Серед викладачів університету перший Президент Третьої Грецької Республіки Міхаіл Стасінопулос.
За 80-річну історію існування університет випустив 14 500 студентів, нині[коли?] в ньому навчається близько 8 000 осіб. Університет «Пантеон» також пропонує 13 курсів підвищення кваліфікації і має у своєму складі 3 науково-дослідні інститути, 18 науково-дослідних центрів і 4 лабораторії.Ректор університету від січня 2016 року є Професор Конституційного права та Біоетики пані Ісміні Кріарі.
Серед професорів університету грецький богослов і християнський філософ Христос Яннарас, кінорежисер і сценарист Янніс Смарагдіс, філософ Іоанніс Теодоракопулос.

## Структура
- Факультет державного управління
- Факультет політичних наук та історії
- Факультет психології
- Факультет комунікацій, ЗМІ та культури
- Факультет соціальної антропології
- Факультет економічного і регіонального розвитку
- Факультет соціології
- Факультет міжнародних і європейських досліджень
- Факультет соціальної політики
- Загальний юридичний факультет

## Міжнародні освітні програми
Університет «Пантеон» бере участь у наступних міжнародних освітніх програмах:
- Erasmus Programme
- Leonardo da Vinci
- EQUAL Community Initiative